# Kapás László
Kapás László (Drégelypalánk, 1928. október 29. – Verőce, 2017. augusztus 18.) római katolikus pap, helyettes esperes, tiszteletbeli kanonok.

## Élete
Középiskoláját Ipolyságon kezdte. 1945 után Budapestre került, és a 7-8. osztályt az Érseki Katolikus Gimnáziumban fejezte be. Papi hivatását nyolcadikos gimnazista korában, december 3-án, az óbudai templomban Xavéri Szent Ferenc ünnepén tartott rorátén nyerte el végérvényesen. Tanulmányait az Esztergomi Érseki Papnevelő Intézetben folytatta. 1952. június 7-én szentelték pappá Esztergomban. Szentendrén 1952 és 1957 között, Cikolaszigeten 1957–1958-ban szolgált káplánként. Hitoktató volt Balassagyarmaton 1958 és 1960 között. Nagykamaráson 1961-től 1963-ig, Esztergom-Belvárosban 1963 és 1965 között volt káplán. 1965 és 1980 között Letkés, 1975 és 1980 között oldallagosan Ipolytölgyes, 1980-tól nyugállományba vonulásáig, 2015. július 1-jéig pedig Zebegény plébánosa. Nagymaros helyettes esperesének tisztségét 1982-től 1993-ig töltött be. 2015. július 1-jéig a kateketikai bizottság tagja volt. Beer Miklós váci püspök 2003-ban, 75. születésnapján tiszteletbeli kanonokká nevezte ki.